# Liga de Mundos No Alineados
La Liga de Mundos No Alineados era una organización interplanetaria ficticia en la serie de televisión Babylon 5.

## Historia

### Orígenes
Cuando nació La Liga de Mundos No Alineados apenas era un tratado de defensa mutua entre varios mundos, la mayoría de los cuales habían estado hasta hacía poco bajo el dominio Centauri, que consideraron que una unión reduciría drásticamente las posibilidades de volver a estarlo.
Las ansias expansionistas del Régimen Narn, que acababa de conseguir su independencia y al que se le ofreció ser miembro en un principio, también eran motivo justificado de preocupación.
La Liga fue reconocida oficialmente por los demás gobiernos en 2215, aunque por entonces no tenían definida ningún tipo de estructura, y las disputas entre sus miembros sobre los derechos y obligaciones que debía conllevar el ser miembro ahogaban cualquier intento de presentar un frente político unido.
A finales de la década de 2220, la defensa mutua frente a los corsarios y los cada vez más insistentes rumores de que los dilgar se estaban preparando para una guerra expansionista llevó a los miembros a limar diferencias y acercar posturas de una forma sin precedentes.

## La Invasión Dilgar
En el año 2230, los dilgar comenzaron una campaña de invasión contra las pequeñas potencias a su alcance que asoló la galaxia. A pesar de presentar un frente unido y ganar nuevos miembros entre las especies amenazadas por el conflicto, como los gaim, los dilgar eran muy superiores y fueron ganando terreno. Los mundos conquistados eran sometidos a campañas de genocidio o eran sujeto de crueles experimentos por parte de los científicos dilgar. La Liga pidió ayuda a todos los gobiernos alienígenas, pero solo la Alianza Terrestre respondió. Entre la Liga y la Alianza consiguieron rechazar la ofensiva dilgar y hacerles retroceder de nuevo hasta su planeta, pero no antes de que muchos mundos quedaran inhabitables e incluso varios de sus miembros se extinguieran.
Tras la Invasión, la Liga estrechó lazos con la Alianza, y al tiempo que lo hacía iba estructurándose más formalmente, llegando a crear un Consejo de Gobierno que se reunía regularmente para establecer un frente político unido.

## La Guerra de las Sombras y el Ejército de la Luz
Durante más de veinte años, la Liga fue fortaleciéndose, organizándose y añadiendo miembros, hasta que durante la Guerra de las Sombras la mayoría de sus miembros fueron manipulados para enfrentarse los unos a los otros, llegando a desbandarse de hecho en el año 2260.
Ese mismo año, sin embargo, la práctica totalidad de sus miembros firmaron el Tratado de Babylon, por el que accedían a defender la estación espacial Babylon 5 de posibles ataques. Poco después, cuando las sombras empezaron a atacar abiertamente a sus miembros, fue cuando empezaron a prestarse ayuda y defensa mutua de nuevo, llegando a formar una flota bajo el mando de John J. Sheridan, oficial humano al mando de la estación, que sería conocida con el nombre extraoficial de “El Ejército de la Luz”.
Terminada la guerra, los miembros de la Liga continuaron estrechando lazos entre sí y con otros gobiernos hasta la disolución de la Liga en 2262 para crear en su lugar la Alianza Interestelar, en la que sus miembros pasaron a integrarse de forma individual.

### Organización y Estructura
La Liga era sobre todo, aunque no exclusivamente, una alianza de defensa mutua a la que podía unirse cualquier raza que lo deseara. Por ello, constaba sobre todo de pequeñas potencias, como los Abbai, aunque tenía algunos miembros más capaces (y por tanto con más influencia), como los Drazi.
La Liga contaba con un Consejo de Gobierno que se reunía periódicamente para establecer las políticas comunes. Este consejo no tenía autoridad alguna sobre la política interna de los miembros, ni cuerpo policial o militar alguno. Sus decisiones se reducían normalmente a establecer la política económica y a regular la interacción entre los miembros, y de la Liga como conjunto con otras potencias.

## El Consejo Asesor de Babylon 5
Aunque la mayoría de miembros contaban con su propio embajador en Babylon 5, que les representaba en el Consejo Asesor, la Liga disponía frente a los votos individuales de la Alianza Terrestre, El Régimen Narn, La República Centauri, La Federación Minbari y El Imperio Vorlon, de un solo voto en el consejo, que debía ser consensuado y emitido por un portavoz escogido entre los embajadores. Dicho voto tenía, sin embargo, la capacidad de deshacer posibles empates. No era un acuerdo que satisficiera especialmente a los miembros de la Liga, ya que se sentían a merced de los grandes poderes, especialmente en casos como el incidente de “La Muerte Errante”, tan ligado a los hechos de la Invasión Dilgar y que a punto estuvo de romper las relaciones de la Liga con el Consejo Asesor y la Alianza Terrestre.

### Miembros
La Liga ha llegado a tener tan pocos como 15 miembros y tantos como 50. Algunos de los más relevantes son:
| Raza      | Planeta     | Gobierno                       | Sistema              |
| --------- | ----------- | ------------------------------ | -------------------- |
| Abbai     | Abba IV     | Matriarcado Abbai              | Monarquía matriarcal |
| Brakiri   | Brakos      | Sindicracia Brakiri            | Corporatocracia      |
| Drazi     | Zabar       | Territorio Libre Drazi         | Oligarquía guerrera  |
| Gaim      | N'Chak'Fa   | Inteligencia Gaim              | Monarquía            |
| Hyach     | Shir-shraba | Gran Concejo de Ancianos Hyach | Gerontocracia        |
| Llort     | Vartas      | Mi-Ma-Ti                       | Feudalismo           |
| Markab    | Septis      | Confederación Markab           | Democracia           |
| pak'ma'ra | Pak'ma      | N/A                            | Comunitarismo        |
| Vree      | Vreetan     | Conglomerado Ventuki           | Gremialismo          |
| Yolu      | Pa'ri       | Ingyo                          | Teocracia            |

- Datos: Q900997